# Levallois-Perret
Levallois-Perret (pronuncia: /ləvaˈlwa pɛˈʁɛ/) è un comune francese di 64 379 abitanti situato nel dipartimento dell'Hauts-de-Seine nella regione dell'Île-de-France.
È il comune francese più densamente popolato e si trova a nord-ovest di Parigi e confina con il XVII arrondissement di Parigi.

## Società

### Evoluzione demografica
Abitanti censiti

## Amministrazione

### Gemellaggi
- Schöneberg
- Molenbeek-Saint-Jean